# John Damian
John Damian (Lombardia, XV secolo – XVI secolo) è stato un pioniere dell'aviazione, alchimista e medico italiano naturalizzato inglese, annoverato per essere stato il primo uomo a tentare di volare.

## Biografia
Le notizie su questo personaggio storico sono abbastanza lacunose, sappiamo che era originario della Lombardia, a dispetto del nome con il quale era noto, ovvero Maestro John Damian de Falcuis o Maestro John di Francia o con il peggiorativo di sanguisuga francese.
Dopo aver praticato l'arte della chirurgia in Francia, approdò alla corte scozzese di Giacomo IV in veste di esperto in salassi. Nei registri del tesoro reale scozzese è annotato in data 1501 che abbia ricevuto una livrea per entrare a corte, probabilmente in qualità di medico di corte.
Dopo essere riuscito a guadagnarsi le grazie del sovrano scozzese, lo indusse ad interessarsi all'alchimia; a tal proposito il sovrano ordinò la costruzione di una fornace nel castello di Stirling dove poter lavorare ai suoi esperimenti.
Sempre dai registri delle casse reali è testimoniata una lunga serie di spese per il laboratorio di Damian, tra le quali grossi quantitativi di nitrato di potassio, due grandi distillatori, mortai di bronzo e alambicchi di ogni forma e dimensione. Tra gli esperimenti avviati nel suo laboratorio alchemico, Damian tentò di trovare la pietra filosofale, l'acqua vitae e di ottenere grandi quantità d'oro grazie alla trasmutazione.
Nonostante i continui insuccessi, Damian non perse mai il favore del sovrano scozzese, il quale nel 1504 lo insignì addirittura del titolo e dei benefici dell'Abbazia di Tongland.

### Il volo al castello di Stirling
Nel settembre del 1507, mentre si organizzava una ambasciata per conto del re diretta in Francia, Damian affermò che sarebbe stato in grado di spiccare il volo dalle mura del Castello di Stirling e da lì avrebbe attraversato il mare e raggiunto la città di Parigi prima dell'arrivo della missione diplomatica.
La prova di volo sarebbe stata fatta da Damian con due ali artificiali fatte di penne di gallina legate alle sue braccia. Secondo la tradizione il volo fu tuttavia un esilarante tuffo che vide il malcapitato alchimista rovinare su un mucchio di letame con la conseguente rottura di una gamba.
Il suo insuccesso fu spiegato dallo stesso Damian al sovrano suo mecenate con il fatto che inavvertitamente fra piume delle sue ali erano state incollate delle piume di gallo, troppo pesanti e inadatte per il volo.
Tuttavia, nonostante il fatto allora scatenasse le ilarità di tutta la corte, guadagnandosi addirittura la composizione di un sonetto dal titolo Of the Fenyeit Friar of Tungland, alcune ricostruzioni attuali sostengono che in realtà l'episodio possa essere annoverato come il primo esperimento di volo della storia dell'umanità, in quanto l'intraprendente Damian sarebbe stato in realtà in grado di spiccare un breve volo oltrepassando un baratro di circa 75 metri.
Il fallimento di questo episodio non intaccò la stima che il re scozzese nutriva per l'avventuriero alchimista, poiché i registri reali lo menzionano come creditore di alcune cifre di denaro vinte a dadi e alle carte. L'ultima testimonianza scritta della presenza a corte di Damian risale al 27 marzo 1513, quando Damian ricevette venti pounds di ricompensa per aver accompagnato il sovrano scozzese alla miniere di Crawford Moor alla ricerca di giacimenti d'oro.
Della sua morte tuttavia non si ha notizia né alcuna testimonianza documentale.